# Uzbeci
Uzbecii sunt un popor turcic din Asia Centrală. Sunt majoritari în Uzbekistan (80%), fiind de asemenea răspândiți și în țările vecine, precum Afganistan, fostele republici sovietice din Asia Centrală, precum și Rusia. Uzbecii sunt de asemenea una din minoritățile naționale recunoscute din China. Din punct de vedere genetic, uzbecii au atât influențe indo-europene (sciții, persanii), cât și turcice. Etnonimul uzbek provine de la numele propriu Özbeg (1282-1341), un han mongol din Hoarda de Aur. Majoritaea uzbecilor sunt musulmani sunniți, aparținând școlii Hanafi.

## Origine
O parte din uzbecii de astăzi sunt descendenți ai triburilor turcice așezate în Asia Centrală în secolele VI-XII. Un număr mai mic sunt urmași ai triburilor tataro-mongole, inițial parte a Hoardei de Aur, care au invadat Asia Centrală în secolele XV-XVI, întemeind Hanatul uzbec. Doar aceștia erau inițial cunoscuți drept uzbeci.
Inițial, uzbecii erau împărțiți în 97 triburi. După amestecarea cu alte triburi turcice (sedentari și nomazi), precum și cu iranieni autohtoni (tadjiki sedentari), uzbecii de astăzi sunt împărțiți în trei grupe principale:
- Sarții, sau uzbecii sedentari, de origine majoritar indo-europeană, constituie majoritatea populației;
- Turcii, descendenți ai triburilor Oghuz din secolele X-XIII. Acest grup și-a menținut legăturile vechi tribale
- Kâpceac, sau Qipchak, de asemenea de origine turcică, au păstrat vechile legături tribale.